# Línea 9 (Tranvía de Amberes)
La línea 9 del Tranvía de Amberes es una línea que une Linkeroever con Eksterlaar, ambos en la ciudad de Amberes, Bélgica.
En la sección del premetro, discurre entre las estaciones de Plantin y Van Eeden.

## Historia
Inicialmente, esta línea conectaba Van Schoonbekeplein con Berchem. En 1953, pasó a ser la línea 9 de autobús.
En 2012, se desvió la línea 11, tomando esta línea su anterior trazado. En 2018, se extendió la línea hasta Silsburg, sustituyendo a la línea 4. Meses más tarde, retomó su anterior trazado.

## Estaciones
|  |   |  | Estación              | Municipio | Correspondencia |  |
|  | - |  | --------------------- | --------- | --------------- |  |
|  | • |  | Silsburg              | Amberes   |                 |  |
|  | • |  | Dassastraat           | Amberes   |                 |  |
|  | • |  | Florent Pauwels       | Amberes   |                 |  |
|  | • |  | Van den Hautelei      | Amberes   |                 |  |
|  | • |  | Eksterlaar            | Amberes   |                 |  |
|  | • |  | Jozef Verboven        | Amberes   |                 |  |
|  | • |  | Cruyslei              | Amberes   |                 |  |
|  | • |  | Te Boelaarpark        | Amberes   |                 |  |
|  | • |  | De Preter             | Amberes   |                 |  |
|  | • |  | Apollo                | Amberes   |                 |  |
|  | • |  | Groenenhoek           | Amberes   |                 |  |
|  | • |  | Berchem               | Amberes   |                 |  |
|  | • |  | Zurenborg             | Amberes   |                 |  |
|  | ■ |  | Plantin               | Amberes   |                 |  |
|  | ■ |  | Diamant               | Amberes   |                 |  |
|  | ■ |  | Opera                 | Amberes   |                 |  |
|  | ■ |  | Meir                  | Amberes   |                 |  |
|  | ■ |  | Groenplaats           | Amberes   |                 |  |
|  | ■ |  | Van Eeden             | Amberes   |                 |  |
|  | • |  | Halewjn               | Amberes   |                 |  |
|  | • |  | August Van Cauwelaert | Amberes   |                 |  |
|  | • |  | Sporthal              | Amberes   |                 |  |
|  | • |  | P+R Linkeroever       | Amberes   |                 |  |

## Futuro
No hay ampliaciones previstas.